# Tierra de Ordás
La Tierra de Ordás es una comarca de la provincia de León, en la comunidad autónoma de Castilla y León (España). Se extiende por la confluencia de los ríos Omaña y Luna hasta el nacimiento del Órbigo, que surge de la unión de estos dos primeros ríos.
La Tierra de Ordás es una comarca leonesa que adquirió gran relevancia durante la época de la repoblación, alcanzando el estatus de «realengo» gracias a los privilegios otorgados por la Corona. A pesar de las incursiones musulmanas, esta tierra albergó varias órdenes monásticas, consolidando su importancia histórica y religiosa.